# Chandrayaan-3
Chandrayaan-3 – Indyjska misja księżycowa, rozpoczęta 14 lipca 2023 roku, która miała na celu umieszczenie lądownika o nazwie „Vikram” i zasilanego energią słoneczną łazika „Pragyan” na południowym biegunie księżyca, dzięki rakiecie LVM3 stworzonej przez ISRO. Misja rozpoczęła się w Centrum Kosmicznym Satish Dhawan. 23 sierpnia misja zakończyła się sukcesem, dzięki czemu Indie stały się czwartym krajem świata, któremu pomyślnie udało się wylądować na księżycu, a także pierwszym krajem, któremu udało się wylądować tak blisko bieguna południowego. Koszt misji wyniósł 73 mln dolarów.

## Konstrukcja

### Moduł napędowy
Moduł napędowy przypomina z kształtu pudełko. U jego boku zainstalowany jest jeden, duży panel słoneczny, a na jego górze znajduje się duży cylinder, który ma za zadanie działać jak struktura nośna. Masa modułu wynosi 1696,39 kg i może generować 738 W.

### Vikram
Lądownik o wymiarach 200 x 200 x 116,6 cm również ma kształt pudełka, a jego masa wynosi 1749,86 kg. Ma on cztery nogi, jak i cztery silniki do lądowania.

### Pragyan
Sześciokołowy łazik Pragyan ma prostokątne podwozie o wymiarach 91,7 x 75,0 x 39,7 cm, a dzięki zainstalowanemu panelowi słonecznemu może generować 50 W.

## Historia
Program eksploracji księżyca przez Indie rozpoczął się w 2008 roku wraz z misją Chandrayaan-1, która zakończyła się sukcesem. Kolejną misją Indii na księżyc był Chandrayaan-2, której orbiter potwierdził obecność wody na księżycu.
Misja Chandrayaan-3 jest kontynuację Chandrayaan-2, która ma trzy główne cele: demonstrację miękkiego i bezpiecznego lądowania na księżycu, ukazanie działania łazika, a także przeprowadzenie na miejscu badań naukowych.
Parę godzin po wylądowaniu lądownik Vikram wypuścił sześciokołowy, napędzany energią słoneczną, 26 kilogramowy łazik Pragyan, który ma docelowo dwa tygodnie badań powierzchni księżyca. Nazwa „Vikram” pochodzi od indyjskiego fizyka i astronoma Vikrama Sarabhaia, natomiast nazwa łazika pochodzi z sanskrytu i oznacza „mądrość”. Celem łazika jest badanie próbek ziemi w poszukiwaniu wody i lodu, a także wykrywanie niewielkich wstrząsów sejsmicznych.